# Savu
Savu (o Sawu, Sabu, Sawoe, Havu, Hawu, Hawoe o Raihawu) è un'isola indonesiana dell'arcipelago delle Piccole Isole della Sonda, nella provincia del Nusa Tenggara Orientale, distretto di Sawu Raijua ed è l'isola principale delle isole Sawu.
Essa si trova nella parte sud del mar di Savu, al limite dell'Oceano Indiano. Ad ovest si trova l'isola Sumba, a nord Flores, ad ovest le isole di Timor e Roti; a sud-ovest vi sono le due vicine, piccole isole, anch'esse nel mare di Savu, Raijua e Raidana.

## Geografia
Savu è un'isola di 379,9 km² di superficie, che ha il suo punto più elevato s.l.m. a 366 m.
L'isola è coperta in gran parte da prateria e palmizi, così com'è circondata da spiagge e barriere coralline. Il clima è secco per gran parte dell'anno, poiché soffiano dall'Australia venti caldi. Dall'82 al 94 % delle piogge cadono fra novembre e marzo, durante i monsoni, mentre da agosto ad ottobre non vi sono precipitazioni alcune. Annualmente cadono circa 1019 mm di pioggia.

## Fauna
La fauna dell'isola Savu è caratterizzata da esemplari spesso presenti anche in altre isole della zona. Vivono comunque nell'isola di Savu, tra gli altri:
- Barbagianni di Sawu
- Liasis mackloti sauvensis, una sottospecie del "Pitone acquatico di Timor"
- Dobsonia peroni peroni, una sottospecie del "Pipistrello della frutta dal dorso nudo occidentale"
- Rousettus amplexicaudatus infumatus, una sottospecie del pipistrello "Rossetto di Geoffroy"
- Macroglossus minimus lagohilus, una sottospecie del "Pipistrello della frutta dalla lingua lunga minore"
- Myotis adversus adversus, una sottospecie del pipistrello Myotis adversus
- Rhinolophus keyensis amiri, una sottospecie del pipistrello Rhinolophus keyensis
- Pteropus alecto morio, una sottospecie del pipistrello "Volpe volante nera"

## Attività vulcanica
Le isole di Sawu si trovano in una zona di subduzione tettonica, ove la placca australiana s'incunea verso nord sotto la placca eurasiatica. Le isole si trovano su un fondale marino,ove sorge l'attività vulcanica a causa dei movimenti delle placche tettoniche.
I vulcani tuttavia non sono più attivi, ma a causa della subduzione Savu si eleva annualmente sempre ancora di un millimetro e nel 1977, a 280 km ad ovest dell'isola di Raijua si verificò un terremoto di magnitudo 7,9 gradi della scala Richter: il maremoto che ne seguì inondò la pianura di Seba fino all'aeroporto. Sulle isole vicine di Sumba e Sumbawa si contarono in totale 180 morti.

## Popolazione e società
La popolazione stimata al 2009 è di 91.870 abitanti. Savu ha legami storici profondi con l'induismo di Giava e la popolazione si considera essa stessa discendente da immigrati Hindu. Viene praticata una religione tradizionale di carattere animistico denominata Djingi Tiu. Missionari olandesi portarono nelle isole di Sawu il protestantesimo, che ancor oggi ha in loco i suoi seguaci. La lingua locale è il sawu.

## Storia
I primi contatti con la Compagnia olandese delle Indie orientali ebbero luogo nel 1648. Nel 1674 l'equipaggio di scuna olandese venne massacrato nella zona ovest dell'isola. Per questo gli olandesi si allearono al raja di Seba ed inviarono truppe per una rappresaglia. La fortezza di Hurati, con le sue tre muraglie difensive nella località di B'Olou non poté essere conquistata. Così gli olandesi si accontentarono del pagamento di un risarcimento consistente nella consegna di un certo numero di schiavi, denaro e perle. Nel 1770 Sawu venne visitata da James Cook, che vi si fermò tre giorni prima di levare le ancore per Batavia. Nonostante la brevità del soggiorno, Cook ed il botanico Joseph Banks stesero un dettagliato rapporto sull'isola e sui suoi abitanti. La maggior parte delle informazioni la ricavarono dal rappresentante della Compagnia olandese delle Indie sull'isola, un tedesco di nome Lange.

## Economia
L'economia è prevalentemente agricola. A Savu si coltivano frumento (coltura principale), riso, legumi e si pratica l'allevamento di bovini, che forniscono anche latte, di suini e la piscicoltura, introdotta dai giapponesi nel 1990. Anche il cotone è una risorsa per l'isola. Tuttavia le colture ed anche l'allevamento risentono della variabilità delle precipitazioni da un anno all'altro, che spesso rende problematico il trattamento delle colture. Nel periodo di assenza di precipitazioni, diviene problematica anche la disponibilità di acqua.

## Collegamenti
L'isola è collegata via mare con Waiganpu, sull'isola Sumba, e con la città di Kupang a Timor Ovest, con la quale è anche collegata per via aerea.